# Best Foot Forward (Musical)
Best Foot Forward ist ein Musical, das von George Abbott produziert und unter seiner Spielleitung am 1. Oktober 1941 im Ethel Barrymore Theatre in New York uraufgeführt wurde.
Die von Hugh Martin und Ralph Blane geschriebene Partitur ist von Barrelhouse, Boogie Woogie und Blues beeinflusst. Das Buch stammt von John Cecil Holm; den Tanz choreografierte Gene Kelly. In der Show waren einige junge Talente zu sehen: June Allyson, Nancy Walker, Stanley Donen, Danny Daniels.
Best Foot Forward wurde 1943 bei Metro-Goldwyn-Mayer mit leicht veränderter Handlung verfilmt. In einem von Arthur Whitelaw 1963 mitproduzierten Off-Broadway-Revival hatte die siebzehnjährige Liza Minnelli ihren ersten professionellen Auftritt in New York. Martin und Blane steuerten für jede dieser Adaptionen neue Songs hinzu.

## Handlung
Aus Jux lädt Bud Hooper das Hollywoodsternchen Gale Joy ein, ihn auf den „Winsocki prep school“-Abschlussball zu begleiten. Gales Agent Jack Haggerty rät ihr anzunehmen, um mittels eines solchen öffentlichkeitswirksamen Auftritts die Karriere wieder ins richtige Fahrwasser zu bringen. Der völlig überraschte Bud macht nun den Fehler seiner Freundin Helen Schlesinger, unter Vorspielung falscher Tatsachen, für diesen Abend abzusagen. Helen erfährt natürlich davon und sorgt auf dem Fest für einen Skandal, an dessen Ende Gale Joy nur noch in Unterwäsche auf dem Parkett steht.